# 坂出東中継局
坂出東中継局（さかいでひがしちゅうけいきょく）は香川県坂出市雄山（おんやま）にあるテレビジョン放送の小規模中継局である。

## 放送区域
この中継局の電波法に定める放送区域（デジタル：1mV/m、アナログ：3mV/m）は香川県坂出市の一部、約5,100世帯である。
坂出市は岡山局、西讃岐中継局、高松局など周辺送信所のいずれの方向からも五色台、城山などの山に囲まれており、電波が遮断されやすい環境にある。そのうち坂出市東部をカバーしているのがこの中継局である。一方、西部をカバーするのは坂出西中継局で、この2局で坂出市の多くの地域をカバーしている。ただし、その坂出西中継局からはデジタル波が出ていないため岡山局もしくは西讃岐局を受信することになる。
また、アナログ放送及びデジタル放送開始時なはこの中継局からTSCテレビせとうちが電波を出していなかったため、TSCを視聴するにはケーブルテレビ（香川テレビ放送網）に加入するかパラスタックアンテナなどの高性能アンテナを用いて周辺送信所の電波を遠距離受信するしかなかった。
しかし、その後2013年6月14日にテレビせとうちは四国総合通信局より予備免許交付。6月21日より試験放送を開始。

## 歴史
- 1981年（昭和56年）12月15日 - RNC西日本放送坂出東中継局開局。
- 2004年（平成16年）9月15日 - アナアナ変換対策開始に伴い新アナログチャンネル放送開始。
- 2005年（平成17年）1月6日 - アナアナ変換に関わる旧アナログチャンネル停波。
- 2008年（平成20年）11月24日 - TSCテレビせとうちを除く全局地上デジタルテレビジョン放送本放送開始。
- 2013年（平成25年）7月3日- アナログ未開局だったTSCテレビせとうちがデジタル新局として地上デジタルテレビジョン放送開始[3]。

### アナアナ変換
この中継局もデジタル放送開始にあわせて全国的に行われた現行アナログチャンネルの移行、いわゆる「アナアナ変換」の対象となり、2004年9月15日より対策を開始、2005年1月6日には旧チャンネルを停波し、新チャンネルに移行した。対象となったアナログチャンネルはNHK高松総合テレビ（52ch→61ch）、NHK高松教育テレビ（50ch→54ch）、RSK山陽放送（32ch→14ch）の3波である。対策世帯は坂出市及び綾南町（現綾川町）の各一部、約3,100世帯。
停波した旧アナログチャンネルのうち52ch及び50chはアナアナ変換後の西讃岐中継局でそれぞれOHK岡山放送とRNC西日本放送の新アナログチャンネルとして、32chは岡山局を始めとする多くの場所でNHK岡山総合テレビのデジタルチャンネルとして使用されている。

### 地上デジタル放送
この中継局のデジタル化は香川県内の大規模中継局及び重要中継局のデジタル化が完了し、香川県内の小規模中継局第1号としてのデジタル化となった。デジタル化以前にも岡山局や西讃岐中継局など周辺局のデジタル波を受信できれば地上デジタル放送が視聴できた地域もある。
当初、坂出東中継局では2008年8月中の本放送開始を予定していたが、6月中に開局予定を11月へ変更した。2008年9月25日に四国総合通信局より予備免許交付、10月上旬より試験放送を開始し、11月24日に本放送を開始した。

## 施設

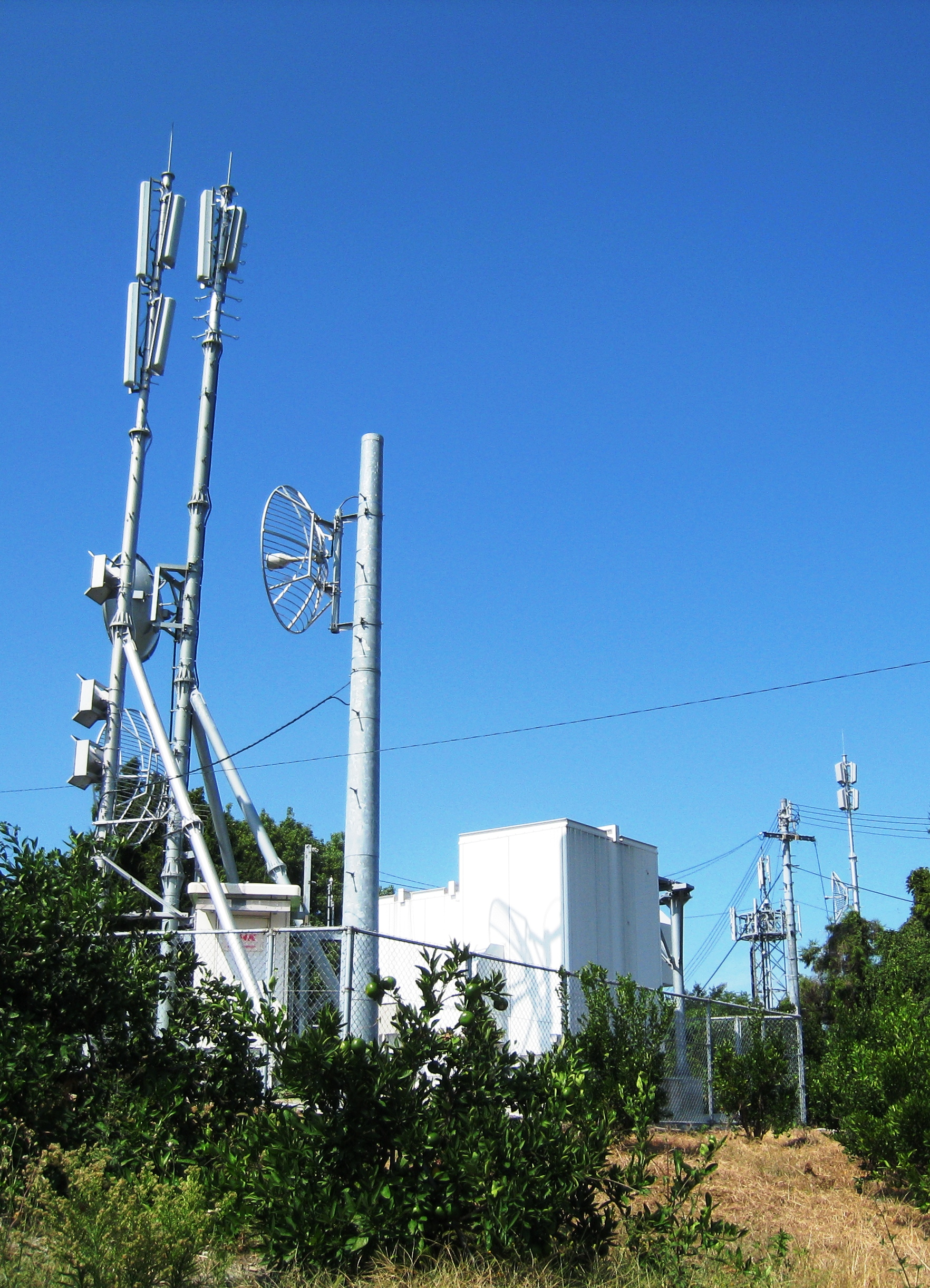
手前はNHK・RNC・KSB、一番右奥はRSK・OHKの送信施設。右から2番目は携帯電話会社（ソフトバンク）の基地局。

中継局は坂出市東部に位置する標高139.9メートルの雄山（おんやま）山頂に存在している。隣りの雌山とともに双子の山を形成しており、ここより東側は山麓の松山地区を挟んで五色台と対峙している。
山頂の送信施設のうち南側にNHK・RNC・KSB共用の施設があり、北側にRSK・TSC・OHK共用の施設がある。山頂にはそのほかにソフトバンクモバイルの基地局（林田局）も存在する。

### NHK・RNC・KSB
NHK高松放送局、RNC西日本放送、KSB瀬戸内海放送の在高3社で送信施設を共用している。
送信柱はアナログ用とデジタル用の2柱が立っており、アナログ局舎はNHKが単独、RNCとKSBは2社で共用していて、デジタル局舎は3社共同で使用している。
そのほか、在高3社がもつデジタル放送の物理チャンネル4波は高松局で使用されているNHK高松総合（37ch）・教育（39ch）、西日本放送（41ch）、岡山放送（31ch）のアナログチャンネルと同一である。ただし高松局の場合、31chはプラスキャリアオフセット10kHz設定での放送となっている。

### RSK・TSC・OHK
RSK山陽放送、TSCテレビせとうち、OHK岡山放送の在岡3社で送信施設を共用している。
在高3社の送信施設とは違いデジタル・アナログとも3社で局舎、送信柱、アンテナの全てを共用している。
また、かつてTSCはこの中継局から電波を出していなかったが、アナログ開局当初からRSK・OHKの送信施設はTSCも所有者となっている。

## 地上デジタルテレビジョン放送送信設備
| リモコンキーID                                                            | 放送局名          | 物理チャンネル | 空中線電力 | ERP  | 放送対象地域   | 放送区域内世帯数 |
| ------------------------------------------------------------------------- | ----------------- | -------------- | ---------- | ---- | -------------- | ---------------- |
| 1                                                                         | NHK高松総合テレビ | 39ch           | 1W         | 6.6W | 香川県         | 約5,100世帯      |
| 2                                                                         | NHK高松教育テレビ | 37ch           | 1W         | 6.6W | 全国放送       | 約5,100世帯      |
| 4                                                                         | RNC西日本放送     | 41ch           | 1W         | 6.6W | 岡山県・香川県 | 約5,100世帯      |
| 5                                                                         | KSB瀬戸内海放送   | 31ch           | 1W         | 6.7W | 岡山県・香川県 | 約5,100世帯      |
| 6                                                                         | RSK山陽放送       | 43ch           | 1W         | 5.9W | 岡山県・香川県 | 約5,100世帯      |
| 7                                                                         | TSCテレビせとうち | 14ch           | 1W         | 6.2W | 岡山県・香川県 | 約5,100世帯      |
| 8                                                                         | OHK岡山放送       | 16ch           | 1W         | 6.2W | 岡山県・香川県 | 約5,100世帯      |
| ※全局局名は坂出東局 ※全局に指向性あり ※中継局であるためコールサインは無い |                   |                |            |      |                |                  |

## 地上アナログテレビジョン放送送信設備
| チャンネル                                                                                                  | 放送局名          | 空中線電力        | ERP               | 放送対象地域   | 放送区域内世帯数 |
| --- | ----------------- | ----------------- | ----------------- | -------------- | ---------------- |
| 14- | RSK山陽放送       | 映像10W/ 音声2.5W | 映像56W/音声14W   | 岡山県・香川県 | 不明             |
| 34- | OHK岡山放送       | 映像10W/ 音声2.5W | 映像51W/音声13.5W | 岡山県・香川県 | 不明             |
| 54 | NHK高松教育テレビ | 映像10W/ 音声2.5W | 映像85W/音声21W   | 全国放送       | 不明             |
| 56- | KSB瀬戸内海放送   | 映像10W/ 音声2.5W | 映像83W/音声21W   | 岡山県・香川県 | 不明             |
| 58- | RNC西日本放送     | 映像10W/ 音声2.5W | 映像83W/音声21W   | 岡山県・香川県 | 不明             |
| 61- | NHK高松総合テレビ | 映像10W/ 音声2.5W | 映像83W/音声21W   | 香川県         | 不明             |
| ※全局局名は坂出東局 ※全局に指向性あり ※中継局であるためコールサインは無い ※54ch以外は全局オフセット-10kHz局 |                   |                   |                   |                |                  |